# 62
62 (шестдесет и втора) година е обикновена година, започваща в петък по юлианския календар.

## Събития

### В Римската империя
- Девета година от принципата на Нерон Клавдий Цезар Август Германик (54-68 г.)
- Консули на Римската империя са Публий Марий и Луций Афиний Азиний Гал. Суфектконсули през тази година стават Публий Петроний Нигер, Квинт Манлий Анкхарий Тарквиций Сатурнин, Квинт Юний Марул и Тит Клодий Еприй Марцел.
- 5 февруари: Земетресение разрушава Помпей и други места в Кампания.
- 12 март: лунно затъмнение в Александрия.
- Смъртта на преторианския префект Бур премахва една от последните пречки пред все по-безотговорното и параноично поведение на императора. Назначеният за нов префект на гвардията Тигелин насърчава ексцесиите на Нерон.[1]
- Сенека иска и получава разрешение да се оттегли от служба в императорския двор.[1]
- Нерон разтрогва брака със съпругата си Октавия, изпраща я в изгнание и се жени за Попея Сабина.[2]
- 9 юни: Октавия е екзекутирана по заповед на императора.[2]
- Термите и Гимназиум на Нерон в Рим са поразени от светкавица и изгарят.[3]

#### В Армения
- Новият управител на провинция Кападокия Луций Юний Цезений Пет и водените от него два легиона претърпяват тежко поражение от партите в битка при град Рандея.[4]

## Родени
- Вителий Младши (* 62/ 63; + декември 69 г. в Рим), син и престолонаследник на римския император Вителий.

## Починали
- 9 юни – Клавдия Октавия, дъщеря на император Клавдий и първа съпруга на император Нерон (родена 40 г.)
- 24 ноември – Персий, римски поет (роден 34 г.)
- Секст Афраний Бур, римски конник и преториански префект (роден 1 г.)
- Рубелий Плавт, римски аристократ (роден ок. 33 г.)
- Фауст Корнелий Сула Феликс, римски политик и сенатор (роден 22 г.)
- Яков, апостол, брат на Исус Христос
- Яков Алфеев, апостол, брат на Матей (евангелист)